# Nelson Johnston
Nelson Johnston Barrientos (Santiago di Cuba, 25 febbraio 1990) è un calciatore e giocatore di calcio a 5 cubano, di ruolo portiere.

## Carriera

### Nazionale
Johnston ha debuttato nella nazionale cubana il 22 marzo 2018, nell'amichevole persa per 3-0 contro il Nicaragua. Ha partecipato, con la nazionale, a due edizioni della CONCACAF Gold Cup (2019 e 2023). In precedenza, Johnston aveva disputato la Coppa del Mondo 2016 con la nazionale cubana di calcio a 5.

## Palmarès

### Club

#### Competizioni nazionali
- Campeonato Nacional de Fútbol de Cuba: 3

Santiago de Cuba: 2017, 2018, 2019